# Эквадор на летних Олимпийских играх 2016
Эквадор на летних Олимпийских играх 2016 года был представлен 38 спортсменами в 12 видах спорта. Это самая большая делегация эквадорских спортсменов в истории их участия в Олимпийских играх. На церемонии открытия Игр право нести национальный флаг было доверено дзюдоистке, чемпионке Панамериканских игр 2015 года Эстефании Гарсии, а на церемонии закрытия флаг нёс легкоатлет Байрон Пьедра, занявший 18-е место в марафоне. По итогам соревнований на счету эквадорских спортсменов не оказалось ни одной награды. Эти Игры стали для Эквадора уже четырнадцатыми по счету и по прежнему на счету сборной значится лишь две медали, завоёванные Джефферсоном Пересом в спортивной ходьбе на 20 км.

## Состав сборной
Академическая гребля
1. Винсент Сола Самбрано

 Бокс
1. Марло Дельгадо
2. Хулио Сесар Кастильо
3. Карлос Кипо
4. Карлос Мина

 Борьба
Вольная борьба
1. Лисетте Антес

Греко-римская борьба
1. Андрес Монтаньо

Велоспорт
 Шоссейный велоспорт
1. Бирон Гуама

 BMX
1. Альфредо Кампо

Гребля на байдарках и каноэ
 Гребля на гладкой воде
1. Сесар Де Сесаре

 Дзюдо
1. Ленин Пресиадо
2. Фредди Фигероа
3. Эстефания Гарсия

 Конный спорт
1. Николас Веттштайн

 Лёгкая атлетика
1. Мигель Анхель Алмачи
2. Маурисио Артеага
3. Клаудио Вильянуэва
4. Даниэль Пинтадо
5. Байрон Пьедра
6. Роландо Сакипай
7. Сегундо Хами
8. Андрес Чочо
9. Магали Бонилья
10. Марица Гуаман
11. Мария Элена Калье
12. Нарсиса Ландасури
13. Сильвия Паредес
14. Паола Перес
15. Анхела Тенорио
16. Роса Чача

 Плавание
1. Эстебан Эндерика
2. Саманта Аревало

 Стрельба
1. Андреа Перес Пенья

 Триатлон
1. Элизабет Браво

 Тяжёлая атлетика
1. Квота 1
2. Квота 2
3. Квота 3

## Результаты соревнований

### Академическая гребля
В следующий раунд из каждого заезда проходят несколько лучших экипажей (в зависимости от дисциплины). В отборочный заезд попадают спортсмены, выбывшие в предварительном раунде. В финал A выходят 6 сильнейших экипажей, остальные разыгрывают места в утешительных финалах B-F.
Мужчины
| Соревнование | Спортсмены            | Предварительный заезд | Предварительный заезд | Предварительный заезд | Отборочный заезд | Отборочный заезд | Отборочный заезд | Четвертьфинал | Четвертьфинал | Четвертьфинал | Полуфинал     | Полуфинал     | Полуфинал     | Финал   | Финал   | Итоговое место |
| Соревнование | Спортсмены            | Заезд                 | Время                 | Место                 | Заезд            | Время            | Место            | Заезд         | Время         | Место         | Заезд         | Время         | Место         | Время   | Место   | Итоговое место |
| ------------ | --------------------- | --------------------- | --------------------- | --------------------- | ---------------- | ---------------- | ---------------- | ------------- | ------------- | ------------- | ------------- | ------------- | ------------- | ------- | ------- | -------------- |
| одиночки     | Винсент Сола Самбрано | 5                     | 7:48,77               | 5                     | 2                | 7:28,30          | 4                | не участвовал | не участвовал | не участвовал | Полуфинал E/F | Полуфинал E/F | Полуфинал E/F | Финал E | Финал E | 28             |
| одиночки     | Винсент Сола Самбрано | 5                     | 7:48,77               | 5                     | 2                | 7:28,30          | 4                | не участвовал | не участвовал | не участвовал | 2             | 7:52,86       | 2             | 7:53,54 | 4       | 28             |

### Бокс
Квоты, завоёванные спортсменами являются именными. Если от одной страны путёвки на Игры завоюют два и более спортсмена, то право выбора боксёра предоставляется национальному Олимпийскому комитету. Соревнования по боксу проходят по системе плей-офф. Для победы в олимпийском турнире боксёру необходимо одержать либо четыре, либо пять побед в зависимости от жеребьёвки соревнований. Оба спортсмена, проигравшие в полуфинальных поединках, становятся обладателями бронзовых наград.
Мужчины
| Категория | Спортсмены           | Первый раунд           | Второй раунд           | Четвертьфинал        | Полуфинал            | Финал                | Место                |
| Категория | Спортсмены           | Соперник Результат     | Соперник Результат     | Соперник Результат   | Соперник Результат   | Соперник Результат   | Место                |
| --------- | -------------------- | ---------------------- | ---------------------- | -------------------- | -------------------- | -------------------- | -------------------- |
| до 49 кг  | Карлос Кипо          | не участвовал          | MGLГ. Ган-Эрдэнэ В 3:0 | USAН. Эрнандес П 0:3 | завершил выступление | завершил выступление | 5                    |
| до 75 кг  | Марло Дельгадо       | VENЭ.Х. Сааведра В 3:0 | FRAК. М’Билли :        |                      |                      |                      |                      |
| до 81 кг  | Карлос Мина          | GERС. Михель В 3:0     | IRLД. Уорд :           |                      |                      |                      |                      |
| до 91 кг  | Хулио Сесар Кастильо | не участвовал          | UZBР. Тулаганов П 0:3  | завершил выступление | завершил выступление | завершил выступление | завершил выступление |

### Борьба
В соревнованиях по борьбе, как и на предыдущих трёх Играх, будет разыгрываться 18 комплектов наград. По 6 у мужчин в вольной и греко-римской борьбе и 6 у женщин в вольной борьбе. Турнир пройдёт по олимпийской системе с выбыванием. В утешительный раунд попадают участники, проигравшие в своих поединках будущим финалистам соревнований. Каждый поединок состоит из двух раундов по 3 минуты, победителем становится спортсмен, набравший большее количество технических очков. По окончании схватки, в зависимости от результатов спортсменам начисляются классификационные очки.
Мужчины
Греко-римская борьба
| Категория | Спортсмены | Первый раунд       | 1/8 финала         | Четвертьфинал      | Полуфинал          | Финал              | Место |
| Категория | Спортсмены | Соперник Результат | Соперник Результат | Соперник Результат | Соперник Результат | Соперник Результат | Место |
| --------- | ---------- | ------------------ | ------------------ | ------------------ | ------------------ | ------------------ | ----- |
| до 59 кг  |            |                    |                    |                    |                    |                    |       |

Женщины
Вольная борьба
| Категория | Спортсмены | Первый раунд       | 1/8 финала         | Четвертьфинал      | Полуфинал          | Финал              | Место |
| Категория | Спортсмены | Соперник Результат | Соперник Результат | Соперник Результат | Соперник Результат | Соперник Результат | Место |
| --------- | ---------- | ------------------ | ------------------ | ------------------ | ------------------ | ------------------ | ----- |
| до 58 кг  |            |                    |                    |                    |                    |                    |       |

### Велоспорт

#### Шоссейный велоспорт
Мужчины
| Соревнование    | Спортсмены  | Время | Место | Отставание |
| --------------- | ----------- | ----- | ----- | ---------- |
| групповая гонка | Бирон Гуама | DNF   | DNF   | DNF        |

#### BMX
Мужчины
| Соревнование | Спортсмены | Квалификация | Квалификация | 1\4 финала | 1\4 финала  | 1\4 финала  | 1\4 финала  | 1\4 финала  | 1\4 финала  | 1\4 финала | 1\4 финала | 1\2 финала | 1\2 финала  | 1\2 финала  | 1\2 финала  | 1\2 финала | 1\2 финала | Финал | Финал | Место |
| Соревнование | Спортсмены | Время        | Место        | Заезд      | 1 гонка     | 2 гонка     | 3 гонка     | 4 гонка     | 5 гонка     | Всего      | Место      | Заезд      | 1 гонка     | 2 гонка     | 3 гонка     | Всего      | Место      | Финал | Финал | Место |
| Соревнование | Спортсмены | Время        | Место        | Заезд      | Время Место | Время Место | Время Место | Время Место | Время Место | Всего      | Место      | Заезд      | Время Место | Время Место | Время Место | Всего      | Место      | Время | Место | Место |
| ------------ | ---------- | ------------ | ------------ | ---------- | ----------- | ----------- | ----------- | ----------- | ----------- | ---------- | ---------- | ---------- | ----------- | ----------- | ----------- | ---------- | ---------- | ----- | ----- | ----- |
| BMX          |            |              |              |            |             |             |             |             |             |            |            |            |             |             |             |            |            |       |       |       |

### Водные виды спорта

#### Плавание
В следующий раунд на каждой дистанции проходят спортсмены, показавшие лучший результат, независимо от места, занятого в своём заплыве.
Мужчины
| Дистанция                  | Спортсмены       | Предварительный раунд | Предварительный раунд | Предварительный раунд | Полуфинал     | Полуфинал     | Полуфинал     | Финал     | Финал |
| Дистанция                  | Спортсмены       | Заплыв                | Результат             | Место                 | Заплыв        | Результат     | Место         | Результат | Место |
| -------------------------- | ---------------- | --------------------- | --------------------- | --------------------- | ------------- | ------------- | ------------- | --------- | ----- |
| 1500 метров вольным стилем | Эстебан Эндерика |                       |                       |                       | Не проводится | Не проводится | Не проводится |           |       |

Открытая вода
| Дистанция     | Спортсмены       | Результат | Место | Отставание |
| ------------- | ---------------- | --------- | ----- | ---------- |
| 10 километров | Эстебан Эндерика |           |       |            |

Женщины
Открытая вода
| Дистанция     | Спортсмены      | Результат | Место | Отставание |
| ------------- | --------------- | --------- | ----- | ---------- |
| 10 километров | Саманта Аревало |           |       |            |

### Гребля на байдарках и каноэ

#### Гребля на гладкой воде
Соревнования по гребле на байдарках и каноэ на гладкой воде проходят в лагуне Родригу-ди-Фрейташ, которая находится на территории города Рио-де-Жанейро. В каждой дисциплине соревнования проходят в три этапа: предварительный раунд, полуфинал и финал.
Мужчины
| Соревнование                  | Спортсмены      | Предварительный раунд | Предварительный раунд | Предварительный раунд | Полуфинал | Полуфинал | Полуфинал | Финал | Финал | Итоговое место |
| Соревнование                  | Спортсмены      | Заплыв                | Время                 | Место                 | Заплыв    | Время     | Место     | Время | Место | Итоговое место |
| ----------------------------- | --------------- | --------------------- | --------------------- | --------------------- | --------- | --------- | --------- | ----- | ----- | -------------- |
| байдарки-одиночки, 200 метров | Сесар Де Сесаре |                       |                       |                       |           |           |           |       |       |                |

### Дзюдо
Соревнования по дзюдо проводились по системе с выбыванием. В утешительные раунды попадали спортсмены, проигравшие полуфиналистам турнира. Два спортсмена, одержавших победу в утешительном раунде, в поединке за бронзу сражались с дзюдоистами, проигравшими в полуфинале.
Мужчины
| Категория    | Спортсмены     | 1/32 финала        | 1/16 финала               | 1/8 финала           | Четвертьфинал        | Полуфинал            | Финал                | Место |
| Категория    | Спортсмены     | Соперник Результат | Соперник Результат        | Соперник Результат   | Соперник Результат   | Соперник Результат   | Соперник Результат   | Место |
| ------------ | -------------- | ------------------ | ------------------------- | -------------------- | -------------------- | -------------------- | -------------------- | ----- |
| до 60 кг     | Ленин Пресиадо | не участвовал      | SUIЛ. Шаммартен П 002:010 | завершил выступление | завершил выступление | завершил выступление | завершил выступление | 17    |
| свыше 100 кг | Фредди Фигероа |                    |                           |                      |                      |                      |                      |       |

Женщины
| Категория | Спортсмены       | 1/16 финала             | 1/8 финала                    | Четвертьфинал         | Полуфинал             | Финал                 | Место |
| Категория | Спортсмены       | Соперник Результат      | Соперник Результат            | Соперник Результат    | Соперник Результат    | Соперник Результат    | Место |
| --------- | ---------------- | ----------------------- | ----------------------------- | --------------------- | --------------------- | --------------------- | ----- |
| до 63 кг  | Эстефания Гарсия | GUIМ. Бангура В 100:000 | AUTК. Унтервурцахер П 000:010 | завершила выступление | завершила выступление | завершила выступление | 9     |

### Конный спорт
Троеборье
Троеборье состоит из манежной езды, полевых испытаний и конкура. В выездке оценивается степень контроля всадника над лошадью и способность выполнить обязательные элементы выступления. Также при выступлении оценивается внешний вид лошади и всадника. Жюри выставляет, как положительные оценки за удачно выполненные упражнения, так и штрафные баллы за различного рода ошибки. После окончания выступления по специальной формуле вычисляется количество штрафных очков. Соревнования по кроссу требуют от лошади и её наездника высокой степени физической подготовленности и выносливости. Дистанция для кросса достаточно протяжённая и имеет множество препятствий различного типа. Штрафные очки во время кросса начисляются за сбитые препятствия, за превышение лимита времени и за опасную езду. В конкуре за каждое сбитое препятствие спортсмену начисляются 4 штрафных балла, а за превышение лимита времени 1 штрафное очко (за каждую каждую, сверх нормы времени, начатую секунду).
| личное троеборье | Николас Веттштайн лошадь — Nadeville Merze | 56,00 | DNF | DNF | завершил выступление | завершил выступление | завершил выступление | завершил выступление | завершил выступление | завершил выступление | завершил выступление | завершил выступление |

### Лёгкая атлетика
Мужчины
Шоссейные дисциплины
| Дисциплина              | Спортсмен            | Время | Место | Отставание |
| ----------------------- | -------------------- | ----- | ----- | ---------- |
| марафон                 | Байрон Пьедра        |       |       |            |
| марафон                 | Мигель Анхель Алмачи |       |       |            |
| марафон                 | Сегундо Хами         |       |       |            |
| ходьба на 20 километров | Даниэль Пинтадо      |       |       |            |
| ходьба на 20 километров | Маурисио Артеага     |       |       |            |
| ходьба на 20 километров | Андрес Чочо          |       |       |            |
| ходьба на 50 километров | Роландо Сакипай      |       |       |            |
| ходьба на 50 километров | Клаудио Вильянуэва   |       |       |            |
| ходьба на 50 километров | Андрес Чочо          |       |       |            |

Женщины
Беговые дисциплины
| Дисциплина        | Спортсмен         | Предварительный раунд | Предварительный раунд | Предварительный раунд | Четвертьфиналы | Четвертьфиналы | Четвертьфиналы | Полуфиналы | Полуфиналы | Полуфиналы | Финал | Финал |
| Дисциплина        | Спортсмен         | Забег                 | Время                 | Место                 | Забег          | Время          | Место          | Забег      | Время      | Место      | Время | Место |
| ----------------- | ----------------- | --------------------- | --------------------- | --------------------- | -------------- | -------------- | -------------- | ---------- | ---------- | ---------- | ----- | ----- |
| бег на 100 метров | Анхела Тенорио    |                       |                       |                       |                |                |                |            |            |            |       |       |
| бег на 100 метров | Нарсиса Ландасури |                       |                       |                       |                |                |                |            |            |            |       |       |
| бег на 200 метров | Анхела Тенорио    |                       |                       |                       |                |                |                |            |            |            |       |       |

Шоссейные дисциплины
| Дисциплина              | Спортсмен         | Время | Место | Отставание |
| ----------------------- | ----------------- | ----- | ----- | ---------- |
| марафон                 | Мария Элена Калье |       |       |            |
| марафон                 | Сильвия Паредес   |       |       |            |
| марафон                 | Роса Чача         |       |       |            |
| ходьба на 20 километров | Магали Бонилья    |       |       |            |
| ходьба на 20 километров | Марица Гуаман     |       |       |            |
| ходьба на 20 километров | Паола Перес       |       |       |            |

### Стрельба
В январе 2013 года Международная федерация спортивной стрельбы приняла новые правила проведения соревнований на 2013—2016 года, которые, в частности, изменили порядок проведения финалов. Во многих дисциплинах спортсмены, прошедшие в финал, теперь начинают решающий раунд без очков, набранных в квалификации, а финал проходит по системе с выбыванием. Также в финалах после каждого раунда стрельбы из дальнейшей борьбы выбывает спортсмен с наименьшим количеством баллов. В скоростном пистолете решающие поединки проходят по системе попал-промах. В стендовой стрельбе добавился полуфинальный раунд, где определяются по два участника финального матча и поединка за третье место.
Женщины
| Соревнование        | Спортсмены         | Квалификация | Квалификация | Полуфинал             | Полуфинал             | Финал                 | Финал                 |
| Соревнование        | Спортсмены         | Результат    | Место        | Результат             | Место                 | Соперник/ Результат   | Место                 |
| ------------------- | ------------------ | ------------ | ------------ | --------------------- | --------------------- | --------------------- | --------------------- |
| пистолет, 25 метров | Андреа Перес Пенья | 561          | 37           | завершила выступление | завершила выступление | завершила выступление | завершила выступление |

### Триатлон
Соревнования по триатлону пройдут на территории форта Копакабана. Дистанция состоит из 3-х этапов — плавание (1,5 км), велоспорт (43 км), бег (10 км).
Женщины
| Соревнование              | Спортсмены     | Плавание | Смена | Велоспорт | Смена | Бег | Итоговое время | Место | Отставание |
| ------------------------- | -------------- | -------- | ----- | --------- | ----- | --- | -------------- | ----- | ---------- |
| индивидуальное первенство | Элизабет Браво |          |       |           |       |     |                |       |            |

### Тяжёлая атлетика
Каждый НОК самостоятельно выбирает категорию в которой выступит её тяжелоатлет. В рамках соревнований проводятся два упражнения — рывок и толчок. В каждом из упражнений спортсмену даётся 3 попытки. Победитель определяется по сумме двух упражнений. При равенстве результатов победа присуждается спортсмену, с меньшим собственным весом.
Мужчины
| Категория | Спортсмены | Вес | Рывок | Рывок | Рывок | Толчок | Толчок | Толчок | Всего | Место |
| Категория | Спортсмены | Вес | 1     | 2     | 3     | 1      | 2      | 3      | Всего | Место |
| --------- | ---------- | --- | ----- | ----- | ----- | ------ | ------ | ------ | ----- | ----- |
|           |            |     |       |       |       |        |        |        |       |       |

Женщины
| Категория | Спортсмены        | Вес   | Рывок | Рывок | Рывок | Толчок | Толчок | Толчок | Всего | Место |
| Категория | Спортсмены        | Вес   | 1     | 2     | 3     | 1      | 2      | 3      | Всего | Место |
| --------- | ----------------- | ----- | ----- | ----- | ----- | ------ | ------ | ------ | ----- | ----- |
| до 58 кг  | Алехандра Эскобар | 57,23 | 97    | 100   | 102   | 118    | 121    | 123    | 223   | 4     |
| до 69 кг  | Нейси Дайомес     | 68,83 | 100   | 104   | 107   | 130    | 135    | 135    | 237   | 7     |